# بایسو
بایسو (به ایتالیایی: Baiso) یک کومونه در ایتالیا است که در استان رجو امیلیا واقع شده‌است.

## خصوصیات
بایسو ۷۵٫۳ کیلومترمربع مساحت و ۳٬۳۵۸ نفر جمعیت دارد و ۵۴۲ متر بالاتر از سطح دریا واقع شده‌است.

## خواهرخوانده
شهر Marly خواهرخواندهٔ بایسو هست.